# Regionshospitalet Ringkøbing
Regionshospitalet Ringkøbing er et hospital placeret i Ringkøbing. Det er en del af Hospitalsenheden Vest.